# Musaranya murina
La musaranya murina (Crocidura fuscomurina) és una espècie de mamífer eulipotifle de la família de les musaranyes (Soricidae) que viu a Angola, Botswana, Etiòpia, Ghana, Kenya, Lesotho, Moçambic, Namíbia, Nigèria, Senegal, Sud-àfrica, Togo, Zimbàbue i, possiblement també, Benín, Burkina Faso, Camerun, la República Centreafricana, el Txad, Costa d'Ivori, Gàmbia, Guinea, Guinea Bissau, Malawi, Mali, el Níger, Tanzània, Uganda i Zàmbia. No sembla que hi hagi grans amenaces per aquesta espècie en el seu conjunt.